# Troticus spatulatus
Troticus spatulatus är en stekelart som beskrevs av Braet 2001. Troticus spatulatus ingår i släktet Troticus och familjen bracksteklar. Inga underarter finns listade i Catalogue of Life.